# Fabronia garnieri
Fabronia garnieri är en bladmossart som beskrevs av Ferdinand François Gabriel Renauld och Jean Édouard Gabriel Narcisse Paris 1909. Fabronia garnieri ingår i släktet Fabronia och familjen Fabroniaceae. Inga underarter finns listade i Catalogue of Life.